# 2. sočanska armija
2. sočanska armija (njem. 2. Isonzo armee) je bila vojna formacija austrougarske vojske u Prvom svjetskom ratu. Tijekom Prvog svjetskog rata djelovala je na Talijanskom bojištu.

## Povijest
Druga sočanska armija formirana je 23. kolovoza 1917. godine. Armija je formirana na osnovi diobe dotadašnje Sočanske armije. Sočanska armija je tada podijeljena na 1. i 2. sočansku armiju, dok je stožer dotadašnje Sočanske armije postao stožerom Grupe armija Borojević kojom grupom armija je zapovijedao general pukovnik Svetozar Borojević, dotadašnji zapovjednik Sočanske armije. Zapovjednikom 2. sočanske armije koja je zajedno s 1. sočanskom armijom ušla u sastav novoformirane grupe armije, imenovan je general pješaštva Johann von Henriquez. 
Armija je formirana tijekom Jedanaeste bitke na Soči  (18. kolovoza – 12. rujna 1917.), te je po formiranju uspješno zaustavila talijanski napad koji je prijetio i probojem fronta, te nakon toga protunapadom i povratila dio izgubljenih položaja.

U listopadu 1918. 2. sočanska armija sudjeluje u Kobaridskoj ofenzivi (24. listopada – 12. studenog 1917.). Nakon što je 24. listopada kombinirana austronjemačka armija 14. armija pod zapovjedništvom Otta von Belowa kod Kobarida probila dio fronta koji je držala talijanska 2. armija, u napad je krenula i 2. sočanska armija. Druga sočanska armija tako goneći poražene talijanske snage prodire najprije do Tagliamenta, te nakon toga do Piave gdje se bojište stabiliziralo.
Nakon završetka Kobaridske ofenzive izvršena je nova reorganizacija austrougarske vojske na Talijanskom bojištu. Prva i druga sočanska armija su ponovno spojene čime su prestale postojati, te je početkom siječnja 1918. ponovno formirana Sočanska armija. 

## Zapovjednici
Johann von Henriquez (23. kolovoza 1917. – 6. siječnja 1918.) 

## Načelnici stožera
Heinrich von Salis-Samaden (23. kolovoza 1917. – 6. siječnja 1918.) 

## Bitke
Jedanaesta bitka na Soči (18. kolovoza – 12. rujna 1917.)

Kobaridska ofenziva (24. listopada – 12. studenog 1917.) 

## Vojni raspored 2. sočanske armije u Kobaridskoj ofenzivi
Zapovjednik: general pješaštva Johann von Henriquez

- XXIV. korpus (genpj. Karl von Lukas)
  - 24. pješačka divizija (podmrš. Urbarz)
  - 53. pješačka divizija (genboj. Stöhr)

- IV. korpus (genkonj. Alois Schönburg-Hartenstein)
  - 43. zaštitna divizija (podmrš. Fernengel)
  - 20. honvedska divizija (genboj. Lukachich)

- Grupa Kosak (podmrš. Ferdinand Kosak)
  - 60. pješačka divizija (podmrš. Goiginger)
  - 35. pješačka divizija (podmrš. Podhoranszky)
  - 57. pješačka divizija (genboj. Hrozny)

- Armijska pričuva
  - 28. pješačka divizija (podmrš. Schneider)
  - 29. pješačka divizija (genboj. Steiger)
  - 9. pješačka divizija (podmrš. Greiner)

## Vanjske poveznice
(eng.) 2. sočanska armija na stranici Austrianphilately.com  Arhivirana inačica izvorne stranice od 20. ožujka 2021. (Wayback Machine)

(eng.) 2. sočanska armija na stranici Austro-Hungarian-Army.co.uk